# Scroop Egerton, I duca di Bridgewater
Scroop Egerton, I duca di Bridgewater (Inghilterra, 11 agosto 1681 – Inghilterra, 11 gennaio 1744), è stato un nobile proprietario terriero inglese.

## Biografia
Scroop Egerton nacque l'11 agosto 1681, figlio terzogenito di John Egerton, III conte di Bridgewater e della sua seconda moglie, lady Jane Paulet. Suoi nonni materni furono Charles Paulet, I duca di Bolton e della sua seconda moglie Mary Scrope, figlia naturale di Emanuel Scrope, I conte di Sunderland.
Scroop Egerton venne educato alla Whitgift School di Croydon.
Bridgwater prestò servizio per ben due volte come Lord Luogotenente del Buckinghamshire, la prima volta dal 1702 al 1711 e poi dal 1714 al 1728, parteggiando per il partito Whig. Venne nominato Master of Horse del principe Giorgio di Danimarca e poi Gentleman of the Bedchamber. Prestò servizio poi come Lord Ciambellano della principessa del Galles, Carolina, e successivamente fu Lord of the Bedchamber di suo marito Giorgio II di Gran Bretagna.

## Matrimonio e figli

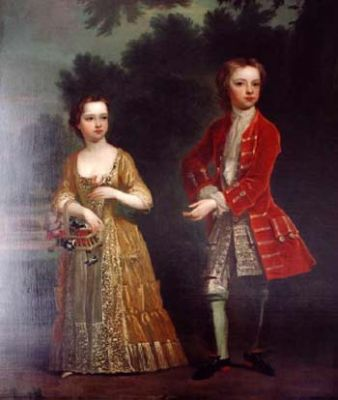
Lord e lady John e Anne Egerton in un ritratto di Charles Jervas, 1716

Il 9 febbraio 1703, Bridgewater sposò in prime nozze lady Elizabeth, figlia di John Churchill, I duca di Marlborough e di Sarah, duchessa di Marlborough; la coppia ebbe due figli:
- John Egerton, visconte Brackley (1703/4 - 1718/9) morì all'età di 14 anni all'Eton College, Windsor, Berkshire, Inghilterra. Venne sepolto il 5 febbraio 1718/19 a Little Gaddesden, Hertfordshire, Inghilterra.[4]
- Lady Anne Egerton (m. 1762), sposò in prime nozzr Wriothesley Russell, III duca di Bedford e, in seconde nozze William Villiers, III conte di Jersey.

Il 4 agosto 1722, il duca di Bridgewater si risposò con lady Rachel, figlia di Wriothesley Russell, II duca di Bedford, e di sua moglie Elizabeth Howland; la coppia ebbe sette figli:
- Lady Louisa Egerton (30 aprile 1723 –14 marzo 1761), sposò Granville Leveson-Gower, I marchese di Stafford.
- Lady Caroline Egerton (n. 21 maggio 1724).
- Charles Egerton, marchese di Brackley (27 luglio 1725 –2 maggio 1731).
- John Egerton, II duca di Bridgewater (29 aprile 1727 –26 febbraio 1748).
- Lord William Egerton (15 gennaio 1728 –10 febbraio 1729).
- Lady Diana Egerton (3 marzo 1731/2 –13 agosto 1758), sposò Frederick Calvert, VI barone Baltimore il 9 marzo 1753.[5] Questa unione non fu un successo e la coppia trascorse gran parte della propria vita separata. Non ebbero figli e nel maggio del 1756 si separarono ufficialmente per "incompatibilità di temperamenti"[6] Nel 1758, Lady Diana "morì a causa di una caduta dalla sua carozza", mentre accompagnava suo marito. Lord Baltimore venne sospettato di omicidio, ma non venne proseguito alcun procedimento a suo carico.[6]
- Francis Egerton, III duca di Bridgewater (21 maggio 1736 –8 marzo 1803).[7]

## Ascendenza
|                                        |                                       |                                                  | Genitori                                 |  |  | Nonni |  |  | Bisnonni                             |  |  | Trisnonni                           |  |
|                                        |                                       |                                                  |                                          |  |  |       |  |  | John Egerton, I conte di Bridgewater |  |  | Thomas Egerton, I visconte Brackley |  |
|                                        |                                       |                                                  |                                          |  |  |       |  |  | John Egerton, I conte di Bridgewater |  |  | Thomas Egerton, I visconte Brackley |  |
|                                        |                                       | Elizabeth Ravenscroft                            |                                          |  |  |       |  |  | John Egerton, I conte di Bridgewater |  |  |                                     |  |
| John Egerton, II conte di Bridgewater  |                                       |                                                  |                                          |  |  |       |  |  | John Egerton, I conte di Bridgewater |  |  |                                     |  |
|                                        |                                       | Frances Stanley                                  | Ferdinando Stanley, V conte di Derby     |  |  |       |  |  |                                      |  |  |                                     |  |
|                                        |                                       | Frances Stanley                                  | Ferdinando Stanley, V conte di Derby     |  |  |       |  |  |                                      |  |  |                                     |  |
|                                        |                                       | Frances Stanley                                  | Alice Spencer                            |  |  |       |  |  |                                      |  |  |                                     |  |
| John Egerton, III conte di Bridgewater |                                       | Frances Stanley                                  |                                          |  |  |       |  |  |                                      |  |  |                                     |  |
|                                        |                                       | William Cavendish, I duca di Newcastle-upon-Tyne | Charles Cavendish                        |  |  |       |  |  |                                      |  |  |                                     |  |
|                                        |                                       | William Cavendish, I duca di Newcastle-upon-Tyne | Charles Cavendish                        |  |  |       |  |  |                                      |  |  |                                     |  |
|                                        |                                       | William Cavendish, I duca di Newcastle-upon-Tyne | Catherine Ogle, VIII baronessa Ogle      |  |  |       |  |  |                                      |  |  |                                     |  |
| Elizabeth Cavendish                    |                                       | William Cavendish, I duca di Newcastle-upon-Tyne |                                          |  |  |       |  |  |                                      |  |  |                                     |  |
|                                        |                                       | Elizabeth Basset                                 | William Bassett                          |  |  |       |  |  |                                      |  |  |                                     |  |
|                                        |                                       | Elizabeth Basset                                 | William Bassett                          |  |  |       |  |  |                                      |  |  |                                     |  |
|                                        |                                       | Elizabeth Basset                                 | Judith Austen                            |  |  |       |  |  |                                      |  |  |                                     |  |
| Scroop Egerton, I duca di Bridgewater  |                                       | Elizabeth Basset                                 |                                          |  |  |       |  |  |                                      |  |  |                                     |  |
|                                        | John Paulet, V marchese di Winchester | William Paulet, IV marchese di Winchester        |                                          |  |  |       |  |  |                                      |  |  |                                     |  |
|                                        | John Paulet, V marchese di Winchester | William Paulet, IV marchese di Winchester        |                                          |  |  |       |  |  |                                      |  |  |                                     |  |
|                                        | John Paulet, V marchese di Winchester | Lucy Cecil                                       |                                          |  |  |       |  |  |                                      |  |  |                                     |  |
| Charles Paulet, I duca di Bolton       | John Paulet, V marchese di Winchester |                                                  |                                          |  |  |       |  |  |                                      |  |  |                                     |  |
|                                        |                                       | Jane Savage                                      | Thomas Savage, I visconte Savage         |  |  |       |  |  |                                      |  |  |                                     |  |
|                                        |                                       | Jane Savage                                      | Thomas Savage, I visconte Savage         |  |  |       |  |  |                                      |  |  |                                     |  |
|                                        |                                       | Jane Savage                                      | Elizabeth Darcy                          |  |  |       |  |  |                                      |  |  |                                     |  |
| Jane Paulet                            |                                       | Jane Savage                                      |                                          |  |  |       |  |  |                                      |  |  |                                     |  |
|                                        |                                       | Emanuel Scrope, I conte di Sunderland            | Thomas Scrope, X barone Scrope di Bolton |  |  |       |  |  |                                      |  |  |                                     |  |
|                                        |                                       | Emanuel Scrope, I conte di Sunderland            | Thomas Scrope, X barone Scrope di Bolton |  |  |       |  |  |                                      |  |  |                                     |  |
|                                        |                                       | Emanuel Scrope, I conte di Sunderland            | Philadelphia Carey                       |  |  |       |  |  |                                      |  |  |                                     |  |
| Mary Scrope                            |                                       | Emanuel Scrope, I conte di Sunderland            |                                          |  |  |       |  |  |                                      |  |  |                                     |  |
|                                        |                                       | Martha Jones                                     | John Jones                               |  |  |       |  |  |                                      |  |  |                                     |  |
|                                        |                                       | Martha Jones                                     | John Jones                               |  |  |       |  |  |                                      |  |  |                                     |  |
|                                        |                                       | Martha Jones                                     | Martha Sanford                           |  |  |       |  |  |                                      |  |  |                                     |  |
|                                        |                                       | Martha Jones                                     |                                          |  |  |       |  |  |                                      |  |  |                                     |  |